# Masoom
Pour plus de détails, voir Fiche technique et Distribution.
Masoom (hindi: मासूम, «L'Innocent») est un film indien réalisé par Shekhar Kapur, sorti en 1983. Le scénario est inspiré du roman Un homme, une femme, un enfant d′Erich Segal.

## Synopsis
DK (Naseeruddin Shah), un architecte, est marié à Indu (Shabana Azmi), avec qui il a deux filles Minni et Pniky (Urmila Matondkar). Leur vie paisible est perturbée lorsque DK apprend qu'il a un fils illégitime, Rahul (Jugal Hansraj), âgé de neuf ans, dont la mère vient de décéder. Il décide d'accueillir temporairement son fils, contre la volonté d'Indu, et sans révéler à l'enfant qu'il est son père. Rapidement DK s'attache à Rahul, et ses deux filles s'entendent bien avec leur demi-frère, mais Indu n'est pas prête à pardonner à DK sa faute et traite Rahul avec froideur. Quant à ce dernier, il continue à chercher son père.
| - Titre original : Masoom - Réalisation : Shekhar Kapur - Scénario : Gulzar, d'après Un homme, une femme, un enfant d′Erich Segal - Photographie : Pravin Bhatt - Musique : R.D. Burman - Lyrics : Gulzar - Chanteurs : Gauri Bapat, Anup Ghoshal, Gurpreet Kaur, Lata Mangeshkar, Vanita Mishra, Aarti Mukherjee, Bhupendra Singh, Suresh Wadkar - Production : Chanda Dutt, Devi Dutt - Pays d’origine : Inde - Langue : hindi - Durée : 163 minutes | - Aradhana : Minni D. Malhotra - Shabana Azmi : Indu D. Malhotra - Jugal Hansraj : Rahul D. Malhotra - Saeed Jaffrey : Suri - Urmila Matondkar : Rinky D. Malhotra - Supriya Pathak : Bhavana - Naseeruddin Shah : DK Malhotra - Tanuja : Chanda |

## Chansons
| Titre                            | Interprète(s)                             |
| -------------------------------- | ----------------------------------------- |
| Do Naina Aur Ek Kahani           | Aarti Mukherjee                           |
| Huzur Is Kadar                   | Bhupinder, Suresh Wadkar                  |
| Lakdi Ki Kathi                   | Gauri Bapat, Gurpreet Kaur, Vanita Mishra |
| Tujhse Naraz (version masculine) | Anup Ghoshal                              |
| Tujhse Naraz (version féminine)  | Lata Mangeshkar                           |

## Tournage
Masoom est le premier film de Shekkar Kapur, qui n'avait alors aucune expérience de la réalisation. C'est le monteur du film qui lui apprend les bases de la grammaire cinématographique. Ignorant alors tout de la façon dont on fait un film, il cherche avant tout à « raconter une histoire à l'écran ».

## Récompenses
- Filmfare Award du meilleur acteur : Naseeruddin Shah[2]
- Filmfare Award de la meilleure musique : R.D. Burman[2]
- Filmfare Award des meilleures paroles : Gulzar[2]
- Filmfare Award de la meilleure chanteuse : Aarti Mukherjee[2]